# 田口五朗
田口 五朗（たぐち ごろう、1958年1月9日 - ）は、NHK職員で、科学文化部長、『ニュースウオッチ9』アンカー、編成センター長、NHK福岡放送局長などを歴任。現在NHKグローバルメディアサービス専務取締役

## 人物・経歴
大分県生まれ。大分県立大分上野丘高等学校を経て一橋大学卒業。大学卒業後の1980年4月、NHKに記者として入局。初任地は高知で、その後は長崎、本部報道局に勤務した。この間、日航ジャンボ機事故や東海村臨界事故といった航空・原子力事故関連の取材を行い、『日本の、これから』の立上げにも参加した。
2008年3月31日、報道局科学文化部長の肩書きのままで、肺の病気で療養していた解説委員の柳澤秀夫、その代理を務めていた藤澤秀敏両名の正式な後任として『ニュースウオッチ9』のアンカー（メインコメンテーター）・編集長に就任した。2年間の任期中、北海道洞爺湖サミット、2008年アメリカ合衆国大統領選挙の取材・報告を現地から行った。科学文化部長職については番組専念のため期間中他の者に替わり、2010年度改編で大越健介にアンカーを譲った後も、暫く編集長として番組にかかわった。
2010年6月付の幹部職異動で報道の現場を離れ、編成局編成センター長兼NHKグローバルメディアサービス取締役。2012年6月12日付異動でNHK福岡放送局長となり、九州交響楽団副理事長、福岡ケーブルビジョン理事、福岡アジア文化賞委員会委員、福岡県防災会議委員、九州地方整備局九州風景街道推進会議委員等を兼務。2015年報道局付、NHKグローバルメディアサービス取締役・企画事業担当を経て現在専務取締役・経営企画担当。
趣味は、山歩き・ゴルフ・オートバイ。

## 出演番組
- ニュースウオッチ9（2008・2009年度）
- 三つのたまご（2010年9月26日）
- 日曜美術館（2010年10月17日）
- NHKとっておきサンデー（2011年10月2日）- 東日本大震災プロジェクト事務局長として出演